# Antero Manninen
Antero Manninen (ur. 19 stycznia 1973 w Tampere), znany również jako Mr. Cool − fiński wiolonczelista. Naukę gry na instrumencie rozpoczął w wieku siedmiu lat. Absolwent Akademii Sibeliusa w Helsinkach. W latach 1993–1999 członek grupy muzycznej Apocalyptica. Z zespołem nagrał albumy Plays Metallica by Four Cellos (1996) oraz Inquisition Symphony (1998). 
Od 2002 do 2009 roku wspierał Apocaliptykę jako muzyk sesyjny podczas koncertów. Ostatni koncert z jego udziałem odbył się 20 kwietnia 2009 w Pradze w Czechach. W 2017 roku jako muzyk koncertowy powrócił do zespołu z okazji dwudziestej rocznicy wydania debiutanckiego albumu Apocalyptiki Plays Metallica by Four Cellos.
Manninen współpracował ponadto z Suomen Kansallisooppera (pol. Fińska Opera Narodowa), Radion Sinfoniaorkesteri (pol. Fińska Orkiestra Radiowa) oraz Tapiola Sinfonietta Avanti!. Współzałożyciel Sibelius-Academy Cellosextet (SSS). Obecnie występuje w Sinfonia Lahti.

## Dyskografia
Apocalyptica
- Plays Metallica by Four Cellos (1996)[5]
- Inquisition Symphony (1998)[6]
- Best of Apocalyptica (2002, kompilacja)
- Amplified // A Decade of Reinventing the Cello (2006, kompilacja)

Schweisser
- Heiland (1997, sesyjnie)[7]

## Instrumentarium
Wiolonczele
- Giuseppe Pedrazzini (1946)[2]
- Johann Köberling[2]